# Pternistis capensis
Il francolino del Capo (Pternistis capensis (J. F. Gmelin, 1789)) è un uccello galliforme della famiglia dei Fasianidi originario del Sudafrica.

## Descrizione

### Dimensioni
Misura 40–43 cm di lunghezza, per un peso di 600-915 g nel maschio e di 435-659 g nella femmina.

### Aspetto
Il francolino del Capo ha il becco marrone, con la base e il ramo inferiore di colore arancio-rossastro. L'iride è marrone, mentre i tarsi sono giallo opaco o rosso-arancio. I sessi sono identici, ma la femmina è più piccola e ha le zampe e il ramo inferiore del becco dai colori meno brillanti; possiede spesso, inoltre, un solo sperone di dimensioni modeste, mentre il maschio ne presenta generalmente due. Nei francolini del Capo adulti, il cappuccio, la nuca e le copritrici auricolari sono di colore bruno-grigiastro, praticamente privi di segni. Il cappuccio è più scuro. La gola e il collo sono biancastri, con sottili strisce scure che si trasformano in macchioline sul collo. Il petto e il resto delle parti inferiori sono di colore grigio scuro con segni bianchi e vermicolature bianche e camoscio su ogni piuma. Il colore del dorso è pressoché identico a quello delle parti inferiori: differisce solamente per il fatto di essere privo di striature bianche e di avere vermicolature più viranti al camoscio.

### Voce
Il richiamo d'allarme è un grido potente, uno schiamazzo che può essere trascritto nel modo seguente: kak-keek, kak-keek, kak-keeeeeeeeek. Le note aumentano in altezza, quindi diminuiscono in volume. La specie emette anche un richiamo balbettante quando si alza in volo sotto la minaccia di un pericolo.

## Biologia
Di solito viene avvistato in coppia o in gruppi familiari mentre prende dei bagni di polvere lungo i sentieri sterrati.
Anche se di solito frequenta le zone di macchia sulle rive dei corsi d'acqua, spesso si spinge in cerca di cibo nelle zone aperte adiacenti, sia che si tratti di colture foreggere o anche, benché non venga disturbato e abbia preso confidenza, nelle aie delle fattorie, dove si associa ai volatili domestici, e nei prati situati in ambienti semi-urbani. Se si sente minacciato, preferisce trovare scampo correndo piuttosto che alzarsi in volo in direzione della boscaglia. È facile da individuare grazie al suo richiamo schiamazzante, che emette all'alba e al tramonto, o quando, nel tardo pomeriggio, si approssima ad uno dei suoi punti d'acqua preferiti in compagnia di altri gruppi familiari. I francolini del Capo trascorrono la notte appollaiati sugli alberi.

### Riproduzione
Il francolino del Capo è probabilmente monogamo. Nidifica in una cavità ben nascosta sotto un cespuglio, che crea grattando sul terreno e riveste con erba.
La covata è composta generalmente da 6-8 uova. Talvolta vengono trovati anche nidi che contengono fino a 14 uova, ma si presume che si tratti del caso di due femmine che hanno deposto nello stesso sito. Le uova sono di colore variabile dal bruno-crema al rosato. La nidificazione ha luogo alla fine delle piogge invernali o all'inizio della stagione secca estiva, vale a dire da luglio a febbraio. Tuttavia, essa raggiunge il picco nei mesi di settembre e ottobre.

## Distribuzione e habitat
Il francolino del Capo frequenta le zone di boscaglia lungo i torrenti o sulle rive dei fiumi. Evita le regioni densamente alberate, le zone ricoperte da fynbos e gli affioramenti rocciosi tra i cespugli. Il suo areale è estremamente ridotto ed è circostritto al settore sud-occidentale della provincia del Capo, in Sudafrica. Esso è compreso in un piccolo triangolo che si estende dal corso inferiore del fiume Orange verso sud fino alla penisola del Capo e verso est fino a Uitenhage.